# Swirsk
Swirsk – miasto w Rosji, w obwodzie irkuckim. W 2010 roku liczyło 13 650 mieszkańców.